# Valdaj

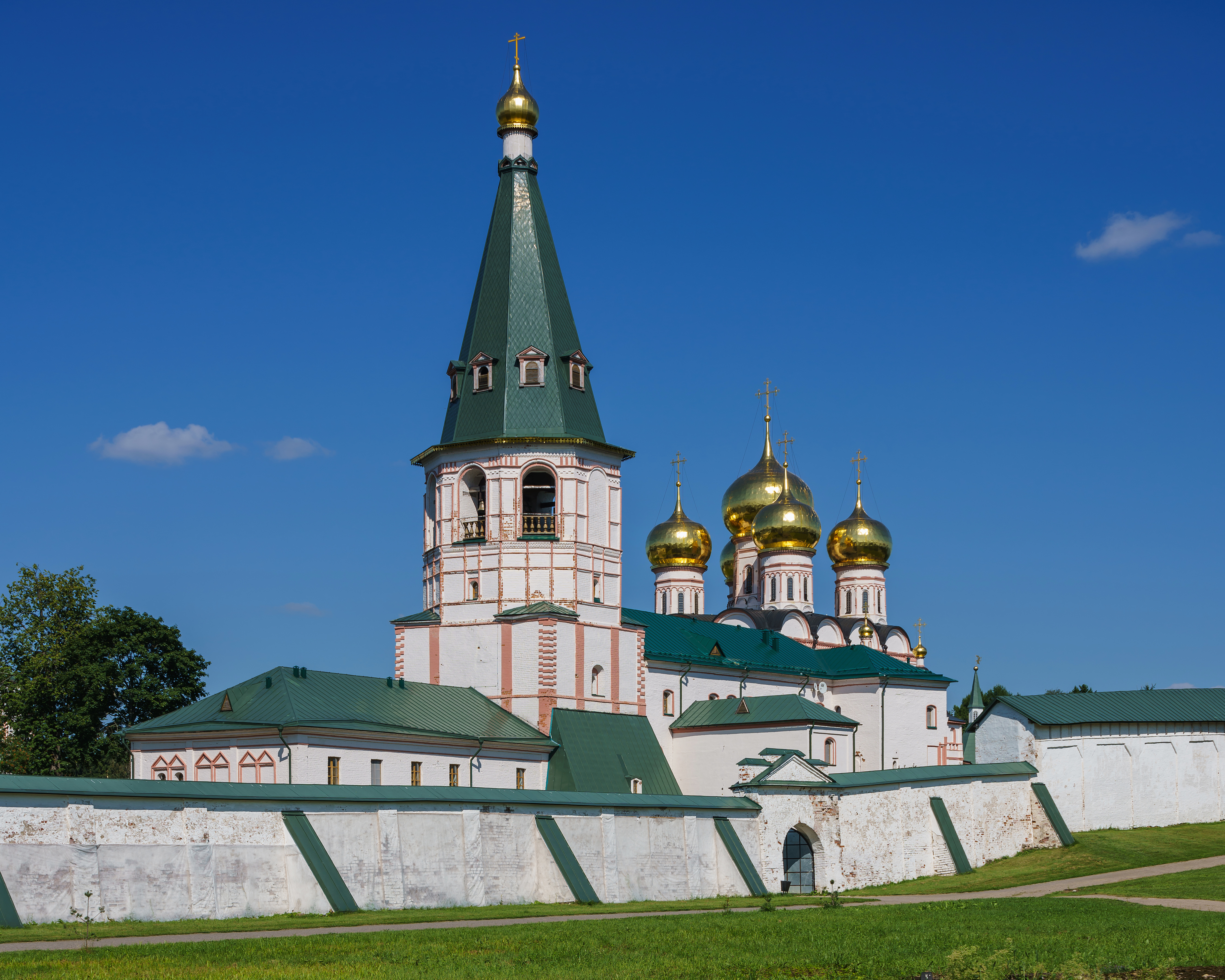
Iverskijklostret på en ö i Valdajsjön.

Valdaj (ryska: Валда́й) är en stad i Novgorod oblast, Ryssland. Folkmängden uppgick till 14 614 invånare i början av 2015.